# Gerbera
Gerbera är ett växtsläkte i familjen korgblommiga växter. Blomfärgen är gul, orange, röd, rosa eller vit.
I släktet finns ungefär 20 vildväxande arter och de förekommer i Sydamerika, Afrika, Madagaskar och tropiska delar av Asien.
Gerbera har blivit vanlig som snittblomma och krukväxt och då används ofta korsningar mellan två sydafrikanska arter, Gerbera jamesonii och Gerbera viridifolia. Sådana korsningar brukar kallas Gerbera hybrida eller Gerbera x cantabrigiensis. Gerberornas popularitet har gjort dem ekonomiskt betydelsefulla: de är de femte mest använda snittblommorna i världen. Som krukväxter slängs de vanligen efter blomningen, då de är svåra att fås att blomma om. I försök har de konstaterats ta upp och binda bensen ur luften.
Släktet är namngivet efter en tysk, Traugott Gerber, som var bekant med Carl von Linné.